# CD FILE
「CD FILE」（シーディ・ファイル）は、ビクター音楽産業（現・JVCケンウッド・ビクターエンタテインメント）所属歌手のシングルA・B面を発売順に収録したベスト・アルバムのシリーズの一つ。1987年から1991年にかけて発売された。

## 解説
- 各ディスクには、シングル5枚のA・B面曲全10曲が収録されている。
- 歌手によって発表されたシングルの曲数が違うため、とんねるずの様に1枚のみの発売に留まったものもあれば、岩崎宏美の様に8枚まで発売されているものもある。複数枚ある場合は、2枚目以降のタイトル表記が「CD FILE VOL.2」「CD FILE VOL.3」となる。
- ライナーノーツには、各シングルのジャケット写真と歌詞掲載部分がCDサイズで再現されている。

## CD FILEが発売されたアーティスト
- 飯島真理[1]
- 岩崎宏美[2]
- 荻野目洋子[3]
- 小泉今日子[4]
- とんねるず[5]
- 酒井法子[6]
- 長山洋子[7]
- ビートたけし[8]
- ピンク・レディー[9]
- フランク永井[10]
- 松本伊代[11]
- 森進一[12]
- 山田邦子[13]

## ラインアップ
フランク永井・森進一以外の出典は『CD FILE 酒井法子 VOL.2』ライナーノーツより
| 発売日     | 規格品番  | タイトル               | 収録シングル                                                       |
| ---------- | --------- | ---------------------- | ------------------------------------------------------------------ |
| 1987/12/16 | VDR-25001 | 荻野目洋子 VOL.1       | 『未来航海』〜『恋してカリビアン』                                 |
| 1987/12/16 | VDR-25002 | 荻野目洋子 VOL.2       | 『心のままに』〜『六本木純情派』                                   |
| 1987/12/16 | VDR-25003 | 小泉今日子 VOL.1       | 『私の16才』〜『まっ赤な女の子』                                   |
| 1987/12/16 | VDR-25004 | 小泉今日子 VOL.2       | 『半分少女』〜『ヤマトナデシコ七変化』                             |
| 1987/12/16 | VDR-25005 | 小泉今日子 VOL.3       | 『スターダスト・メモリー』〜『100%男女交際』                       |
| 1987/12/16 | VDR-25006 | 松本伊代 VOL.1         | 『センチメンタル・ジャーニー』〜『抱きしめたい』                   |
| 1987/12/16 | VDR-25007 | 松本伊代 VOL.2         | 『チャイニーズ・キッス』〜『恋のKNOW-HOW』                         |
| 1987/12/16 | VDR-25008 | 松本伊代 VOL.3         | 『流れ星が好き』〜『ポニーテイルは結ばない』                       |
| 1988/02/01 | VDR-25009 | 森進一 VOL.1           | 『女のためいき』〜『女の岬』                                       |
| 1988/02/01 | VDR-25010 | 森進一 VOL.2           | 『命かれても』〜『ひとり酒場で』                                   |
| 1988/02/01 | VDR-25011 | 森進一 VOL.3           | 『年上の女』〜『恋ひとすじ』                                       |
| 1988/02/01 | VDR-25012 | 森進一 VOL.4           | 『波止場女のブルース』〜『おふくろさん』                           |
| 1988/02/01 | VDR-25013 | 森進一 VOL.5           | 『火の女』〜『放浪船』                                             |
| 1988/02/01 | VDR-25014 | フランク永井 VOL.1     | 『場末のペット吹き』〜『昭和炭坑節』                               |
| 1988/02/01 | VDR-25015 | フランク永井 VOL.2     | 『ひとり暮しの港町』〜『追憶の女』                                 |
| 1988/02/01 | VDR-25016 | フランク永井 VOL.3     | 『東京踊り』〜『夜霧の十字路』                                     |
| 1989/03/21 | VDR-25017 | 岩崎宏美 VOL.1         | 『二重唱』〜『未来』                                               |
| 1989/03/21 | VDR-25018 | 岩崎宏美 VOL.2         | 『霧のめぐり逢い』〜『熱帯魚』                                     |
| 1989/03/21 | VDR-25019 | 岩崎宏美 VOL.3         | 『思秋期』〜『さよならの挽歌』                                     |
| 1988/02/21 | VDR-25020 | 長山洋子 VOL.1         | 『春はSARA-SARA』〜『ゴールドウィンド』                            |
| 1988/02/21 | VDR-25021 | 長山洋子 VOL.2         | 『素顔のままで』〜『悲しき恋人たち』                               |
| 1989/03/21 | VDR-25023 | 荻野目洋子 VOL.3       | 『湾岸太陽族』〜『スターダスト・ドリーム』                         |
| 1989/03/21 | VDR-25024 | 小泉今日子 VOL.4       | 『夜明けのMEW』〜『キスを止めないで』                              |
| 1989/03/21 | VDR-25025 | 岩崎宏美 VOL.4         | 『春おぼろ』〜『女優』                                             |
| 1989/03/21 | VDR-25026 | 岩崎宏美 VOL.5         | 『銀河伝説』〜『すみれ色の涙』                                     |
| 1989/03/21 | VDR-25027 | 岩崎宏美 VOL.6         | 『れんげ草の恋』〜『素敵な気持ち』                                 |
| 1989/03/21 | VDR-25028 | 岩崎宏美 VOL.7         | 『真珠のピリオド』〜『橋』                                         |
| 1989/03/21 | VDR-25029 | 岩崎宏美 VOL.8         | 『決心』〜『夜のてのひら』                                         |
| 1989/03/21 | VDR-25030 | ビートたけし VOL.1     | 『BIGな気分で唄わせろ』〜『哀しい気分でジョーク』                  |
| 1989/03/21 | VDR-25031 | ビートたけし VOL.2     | 『ポツンと1人きり』〜『BOY〜if I'm 17』                            |
| 1989/03/21 | VDR-25032 | とんねるず             | 『一気!』〜『チェックのシャツでボンヨヨヨーン』                    |
| 1989/03/21 | VDR-25033 | 飯島真理               | 『夢色のスプーン』〜『セシールの雨傘』                             |
| 1989/03/21 | VDR-25034 | ピンク・レディー VOL.1 | 『ペッパー警部』〜『ウォンテッド』                                 |
| 1989/03/21 | VDR-25035 | ピンク・レディー VOL.2 | 『UFO』〜『カメレオン・アーミー』                                  |
| 1989/03/21 | VDR-25036 | ピンク・レディー VOL.3 | 『ジパング』〜『DO YOUR BEST』                                     |
| 1989/03/21 | VDR-25037 | ピンク・レディー VOL.4 | 『愛・GIRI GIRI』〜『OH!』                                         |
| 1990/09/21 | VICL-3002 | 山田邦子               | 『邦子のかわい子ぶりっ子（バスガイド編）』〜『ひょうきん絵描き歌』 |
| 1990/06/21 | VICL-3003 | 松本伊代 VOL.4         | 『月下美人』〜『思い出をきれいにしないで』                         |
| 1990/06/21 | VICL-3004 | 長山洋子 VOL.3         | 『星に願いを/ハートに火をつけて』〜『瞳の中のファーラウェイ』      |
| 1991/02/21 | VICL-3006 | 酒井法子 VOL.1         | 『男のコになりたい』〜『GUANBARE』                                 |
| 1991/02/21 | VICL-3007 | 酒井法子 VOL.2         | 『1億のスマイル』〜『Love Letter』                                 |
| 1991/02/21 | VICL-3008 | 酒井法子 VOL.3         | 『さよならを過ぎて』〜『微笑みを見つけた』                         |